# مسجد کیزیمکازی
مسجد کیزیمکازی قدیمی‌ترین مسجد در زنگبار و قدیمی‌ترین بنای اسلامی در شرق آفریقاست. شهری که مسجد در آن قرار دارد در واقع شهر دیمبانی (به انگلیسی: Dimbani) است که با کیزیمکازی حدود ۴ کیلومتر فاصله دارد.

## مشخصات بنا
ساخت این مسجد به مهاجران شیرازی در سال ۵۰۰ قمری، مطابق با ۱۱۰۷ میلادی نسبت داده می‌شود. تاریخ دیگری نیز مرمت مسجد را در سالهای ‎۱۷۷۲–۱۷۷۳ میلادی نشان می‌دهد. در نتیجه با وجود اینکه سنگ مرجان‌های به کار گرفته شده، ستون‌ها و بخشی از کتیبه‌های کوفی همه در قرن دوازدهم میلادی ساخته شده‌اند اما بیشتر بنایی که امروز مشاهده می‌شود در قرن هجدهم مرمت شده‌است.
محراب سه‌پره‌ای کیزیمکازی در طراحی بسیاری از مساجد قرن نوزدهمی ساخته شده در شهر سنگی زنگبار أثرگذار بوده‌است.

### کتیبه‌ها
کتیبه‌های کوفی مزهر در کنار محراب نام سفارش دهنده را شیخ سعید بن ابی عمران مفومه الحسن بن محمد در ذی القعده ۵۰۰ قمری معرفی می‌کنند. همچنین در سمت راست محراب با دستخط معمولی عبارت «المسجد الزهراء سنه ۱۱۸۴» نوشته شده که مرمت آن را در ۱۱۸۴ قمری مطابق سال‌های ‎۱۷۷۲–۱۷۷۳ میلادی به همراه نام منتسب به مسجد، با نام فروزنده نشان می‌دهد.

## روایات
روایات و داستان‌های محلی مختلفی خاستگاه نام کیزیمکازی را به‌گونه‌ای تعریف می‌کنند. بر اساس یکی از این روایات، سعید بن ابی عمران، معماری را به‌نام کیزی استخدام کرد تا مسجدی بسازد. او خیلی ماهر و زبر دست بود، از آن زمان مسجد به افتخار او کیزی زبردست نام گرفت.

## نگارخانه

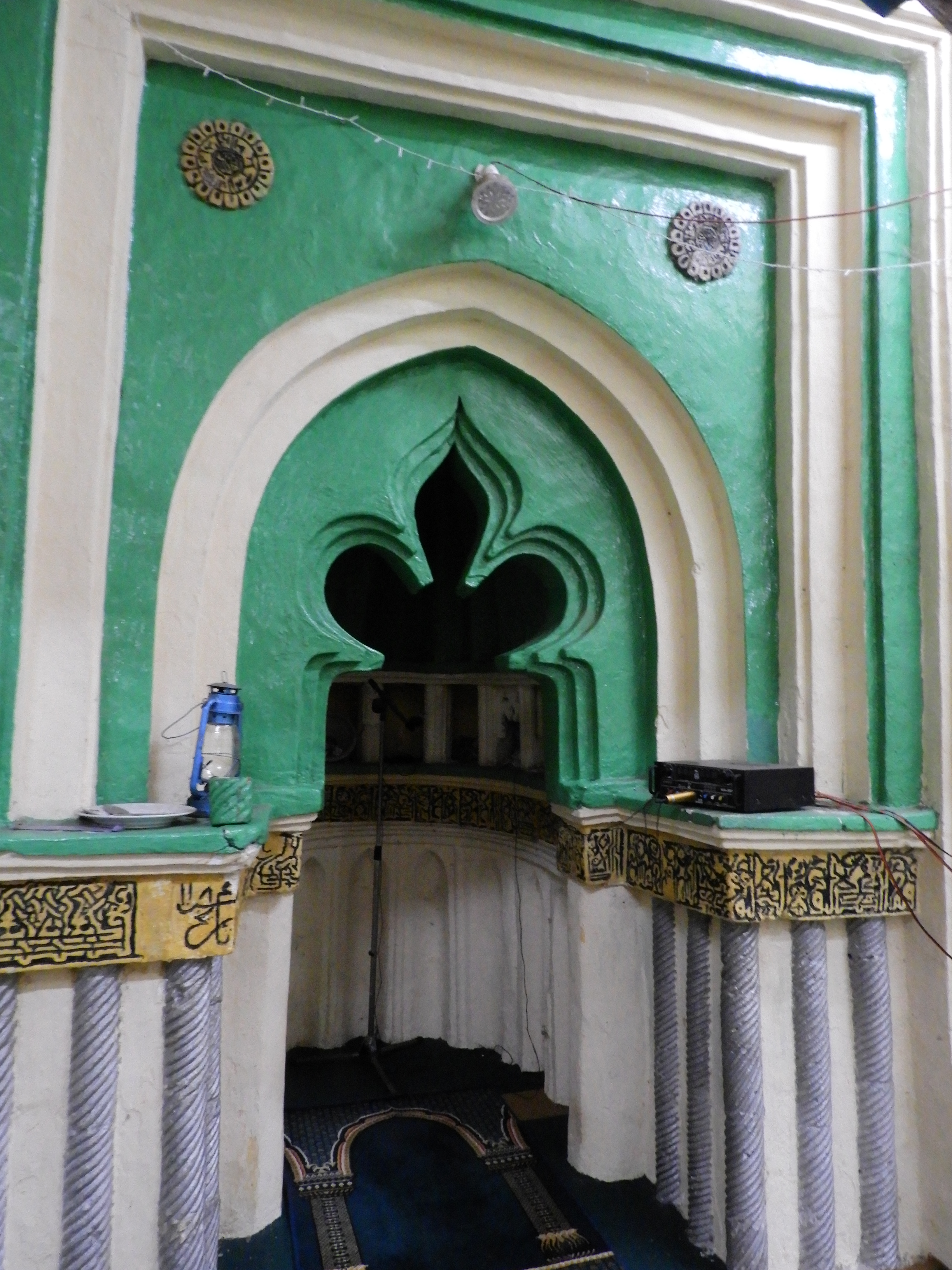
محراب مسجد
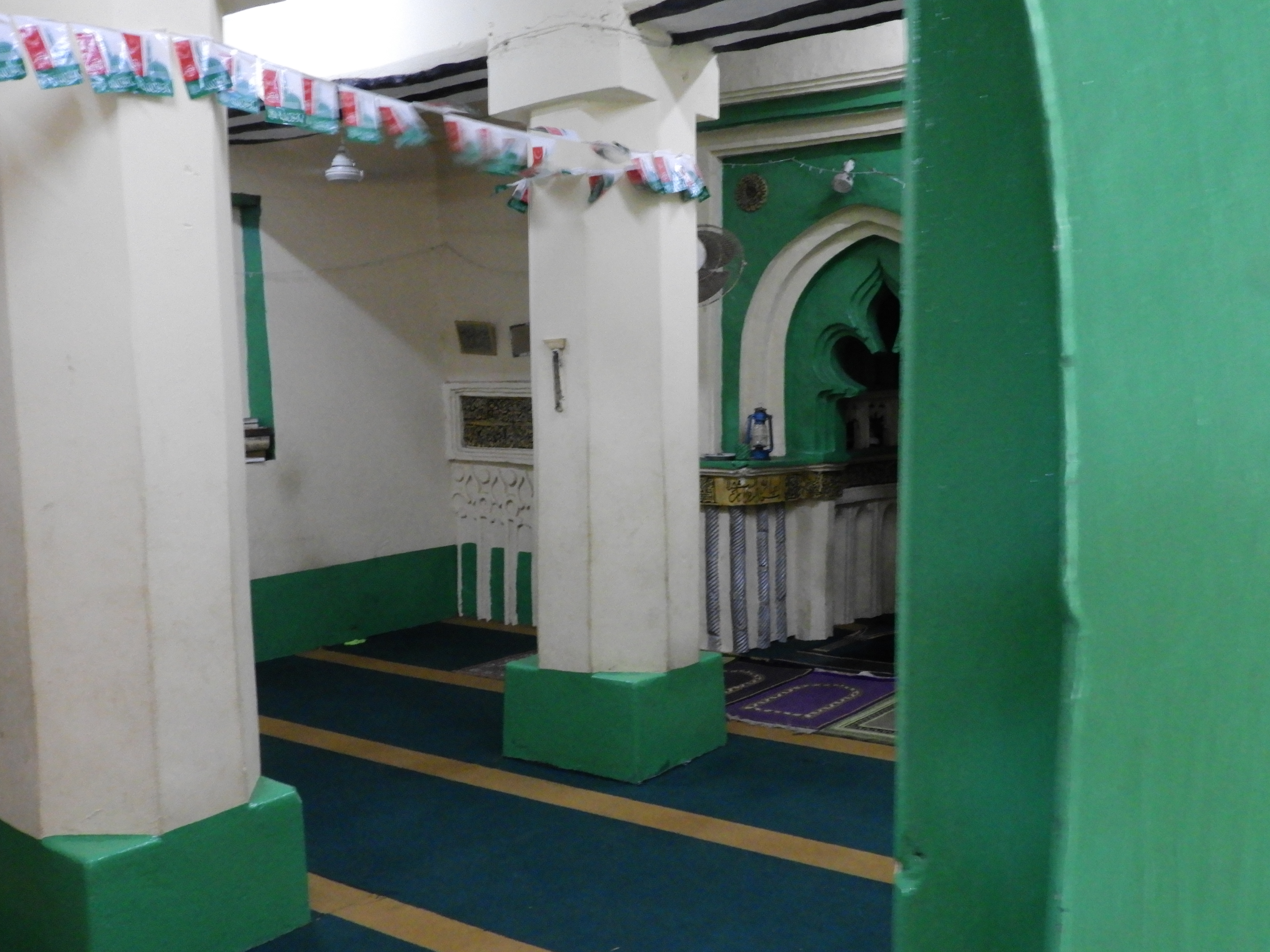
نمای داخلی
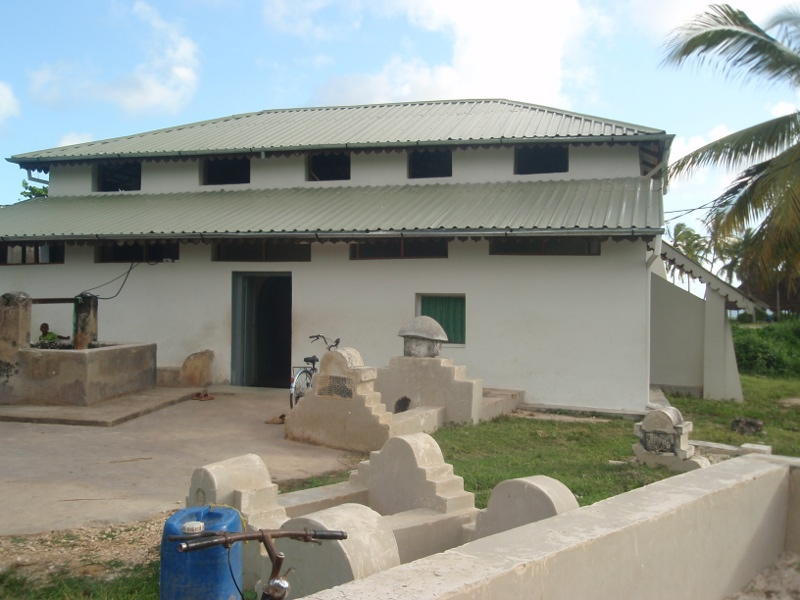
نمای بیرونی
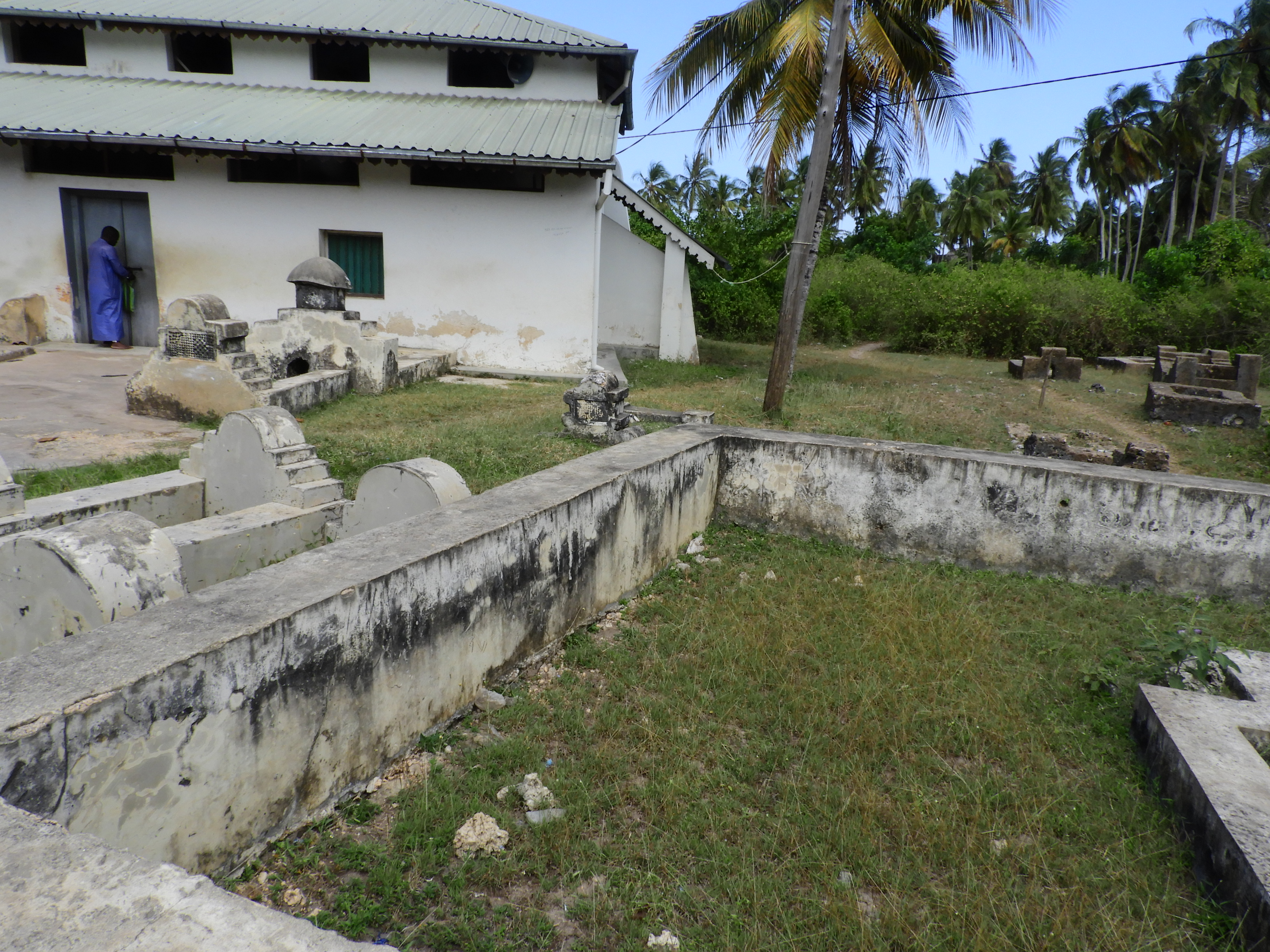
نمای بیرونی